# どうぶつの森
『どうぶつの森』（どうぶつのもり）は、任天堂より2001年4月14日に発売されたNINTENDO 64用コミュニケーションゲーム。どうぶつの森シリーズの第1作目。キャッチコピーは、「ひとりよりふたり、ふたりよりよにん、よにんより...たーくさん」。

## 概要
プレイヤーがとある村に移り住み、そこで暮らすどうぶつたちとのコミュニケーションを楽しむゲーム。遊ぶ上での目的は特に決まっておらず、住人たちとの会話、買い物、釣り、昆虫採集、自分の部屋の模様替えなど、プレイヤーが好きなように行動できる。一般のゲームとは異なり、クリアするという概念は無い。
ゲームの中では現実世界と同じ時間が流れており、昼夜や四季の変化もある。季節によって村の様相が大きく変わるほか、初詣、バレンタインデー、お花見など、その時々に合った年中行事も行われる。
1つの村（=1つのカセット）の中では最大4人のプレイヤーが生活できる。ただ、1人のプレイヤーが遊んでいる間、他のプレイヤーは「留守」の扱いとなり、ゲーム内には登場しない。
村の地形、村の住人、住人たちが住む家の内装は、カセットごとに全て異なる。また、コントローラパックにプレイヤーの「おでかけデータ」を保存し、別の『どうぶつの森』のカセットで用いることで、他の村へ出かけることができる。
ソフト単品のほかに「コントローラパック同梱版」も発売されたが、このコントローラパックには、ミュージック（プレイヤーの部屋で聞けるBGM）、ファミコン（ファミコンゲームを遊べる家具）のうち2つ、本作のスーパーバイザーを務める宮本茂からの手紙が収録されている。
本作に登場するどうぶつたちは、人間の言葉のように聞こえる独特の「どうぶつ語」を発する。このどうぶつ語は任天堂独自の技術で、特許を申請している。
シリーズ2作目の『どうぶつの森+』へセーブデータを引き継ぐ「データお引越しサービス」が行われたことがあるが、現在は終了している。

## 開発
当初の『どうぶつの森』はプレイヤーが動物の力を借りながらダンジョンを冒険するという内容で、大容量磁気ディスクを用いるNINTENDO 64の周辺機器・64DD向けソフトとして開発されていた。しかし、カセットへの変更が決まったことで容量の削減を余儀なくされ、冒険ゲームの要素をなくしてコミュニケーションに特化したゲームへと変化した。同様の理由から、サウンド面においても音の飽和を避ける演出が取られた。
NINTENDO 64のコントローラでの操作に最適化されている独特の文字入力システムは、64DDの『ランドネットディスク』でも使用されていたものである。